# 千葉県信用農業協同組合連合会
千葉県信用農業協同組合連合会（ちばけんしんようのうぎょうきょうどうくみあいれんごうかい）は、千葉県千葉市中央区に本店を置いていた、千葉県内の農業協同組合の信用事業を統括していた県域農協系金融機関。

## 概要
県内農業協同組合を会員とし、「JA千葉信連」または「JAバンク千葉」を通称として用いていた。
JA千葉信連は業務の効率化を狙い、2013年7月16日に農林中央金庫に貯金と融資業務などの一部業務を譲渡し、2015年1月16日に残りの業務を同庫に譲渡し、解散した。これによってJA千葉信連の職員は農林中金などに転籍した。統合に先立ち、2013年2月に農林中金は千葉支店を開設したほか、最終統合時には支店内にJAバンク千葉農業金融センターを設置し、資金繰りが厳しい農業生産法人に対する支援を検討するとしていた。

## 沿革
- 1948年9月30日 - 設立。
- 2013年
  - 5月 - 個人貯金等を県内の農業協同組合に譲渡[3]。
  - 7月16日 - 公庫等受託業務・為替決済業務等を除き、農林中央金庫に事業譲渡[3]。
- 2015年1月16日 - 農林中央金庫に全部事業譲渡し解散[4][5]。